# American Music Awards de 2002
O American Music Awards de 2002 foi realizado em 9 de janeiro de 2002, no Shrine Auditorium, em Los Angeles, nos Estados Unidos. A cerimônia foi apresentada pela atriz estadunidense Jenny McCarthy e pelo rapper norte-americano Sean "P. Diddy" Combs. A premiação reconheceu os álbuns e artistas mais populares do ano de 2001.

## Apresentações
| Artista                                                 | Canção                                                | Apresentado por                   |
| ------------------------------------------------------- | ----------------------------------------------------- | --------------------------------- |
| P. Diddy Snoop Dogg Mr. Cheeks Lil' Bow Wow Ben Stiller | "Bad Boy for Life" "Lights, Camera, Action!"          | —                                 |
| Lenny Kravitz                                           | "Dig In"                                              | Janet Jackson                     |
| Toby Keith                                              | "I Wanna Talk About Me"                               | SHeDAISY                          |
| Usher Richie Sambora (na guitarra)                      | "U Got It Bad"                                        | LeAnn Rimes                       |
| Britney Spears                                          | "I'm Not a Girl, Not Yet a Woman"                     | Lifehouse                         |
| Yolanda Adams                                           | "Open My Heart" "Never Give Up"                       | Tyrese                            |
| Shaggy                                                  | "It Wasn't Me"                                        | Cedric the Entertainer            |
| Cher                                                    | "Song for the Lonely"                                 | Uncle Kracker Christina Applegate |
| Brooks & Dunn                                           | "Ain't Nothing 'bout You"                             | Ashton Kutcher                    |
| Carbon Leaf                                             | "The Boxer"                                           | Sheryl Crow Lit                   |
| Kid Rock                                                | "Lonely Road of Faith" "Lay it on Me"                 | Pamela Anderson                   |
| Luther Vandross                                         | Tributo a George Harrison: "Something" My Sweet Lord" | Melissa Etheridge                 |

Notas
1. ↑  Ao vivo do Japão.

## Vencedores e indicados
| Artista do Ano (Prêmio Fãs da Internet) (apresentado por Jennifer Love Hewitt e Jagged Edge)                           | Artista Revelação de Pop/Rock Favorito (apresentado por JoDee Messina e Frankie Muniz)                |
| --- | --- |
| - U2 - Destiny's Child - Janet Jackson - Alicia Keys - Tim McGraw - Shaggy                                             | - Alicia Keys - Nelly Furtado - Lifehouse                                                             |
| Cantor de Pop/Rock Favorito (apresentado por Gene Simmons e Paul Stanley)                                              | Cantora de Pop/Rock favorita (apresentado por Tiffani Thiessen e The Calling)                         |
| - Lenny Kravitz - R. Kelly - Shaggy                                                                                    | - Janet Jackson - Alicia Keys - Jennifer Lopez                                                        |
| Banda/Dupla/Grupo Pop/Rock (apresentado por Rebecca Romijn-Stamos e Chris Klein)                                       | Álbum de Pop/Rock Favorito (apresentado por Niki Taylor e Mark McGrath)                               |
| - 'N Sync - Dave Matthews Band - U2                                                                                    | - Survivor - Destiny's Child - Everyday - Dave Matthews Band - Celebrity - 'N Sync                    |
| Cantor de Country Favorito (apresentado por Bill Maher e Blu Cantrell)                                                 | Cantora de Country Favorita (apresentado por Steven Curtis Chapman e Donnie McClurkin)                |
| - Tim McGraw - Toby Keith - Travis Tritt                                                                               | - Faith Hill - Sara Evans - Jo Dee Messina                                                            |
| Banda/Dupla/Grupo de Country Favorito (apresentado por O-Town)                                                         | Álbum de Country Favorito (apresentado por Krystal Harris, Nick Carter e Kevin Richardson)            |
| - Brooks & Dunn - Lonestar - SHeDAISY                                                                                  | - Set This Circus Down - Tim McGraw - Steers & Stripes - Brooks & Dunn - I'm Already There - Lonestar |
| Artista Revelação de Country Favorito (apresentado por Melissa Joan Hart e Busta Rhymes)                               | Artista Revelação de Soul/R&B Favorito (apresentado por Master P e Lil' Romeo)                        |
| - Trick Pony - Jamie O'Neal - Blake Shelton                                                                            | - Alicia Keys - Blu Cantrell - Musiq Soulchild                                                        |
| Cantor de Soul/R&B Favorito (apresentado por Method Man e Redman)                                                      | Cantora de Soul/R&B Favorita (apresentado por Ginuwine, Ludacris e Rose McGowan)                      |
| - Luther Vandross - Ginuwine - R. Kelly                                                                                | - Aaliyah - Mary J. Blige - Alicia Keys                                                               |
| Banda/Dupla/Grupo de Soul/R&B Favorito (apresentado por Alicia Keys, Justin Timberlake, Chris Kirkpatrick e JC Chasez) | Álbum de Soul/R&B Favorito (apresentado por Ja Rule e Mandy Moore)                                    |
| - Destiny's Child - The Isley Brothers - Jagged Edge                                                                   | - Aaliyah - Aaliyah - All for You - Janet Jackson - Songs in A Minor - Alicia Keys                    |
| Artista de Rap/Hip-Hop Favorito (apresentado por Carrot Top e India.Arie)                                              | Artista de Musica Alternativa Favorito (apresentado por Nelly Furtado e Nelly)                        |
| - Nelly - Ja Rule - Shaggy                                                                                             | - Limp Bizkit - Linkin Park - Staind                                                                  |
| Artista Adulto Contemporâneo Favorito                                                                                  | Artista Inspirador Contemporâneo Favorito (apresentado por Faith Evans e Trick Pony]])                |
| - Sade - Enya - LeAnn Rimes                                                                                            | - Yolanda Adams - Steven Curtis Chapman - Donnie McClurkin                                            |
| Artista de Musica Latina Favorito (apresentado por Darren Hayes e Jamie O'Neal)                                        | Melhor Trilha Sonora                                                                                  |
| - Enrique Iglesias - Shakira - Jaci Velasquez                                                                          | - Save The Last Dance - American Pie 2 - Moulin Rouge!                                                |
| 1º Prêmio Coca-Cola New Music (apresentado por Sheryl Crow e Lit)                                                      | Prêmio de Mérito (apresentado por Reba McEntire)                                                      |
| - Carbon Leaf - Live Honey - Yo, Flaco!                                                                                | Garth Brooks                                                                                          |
| Prêmio Artista do Século (apresentado por Chris Tucker)                                                                | |
| Michael Jackson | |

Notas
1. ↑  Recebido por seu marido, Tim McGraw.